# Сеговия, Теласко
Тела́ско Хосе́ Сего́вия Пе́рес (исп. Telasco José Segovia Pérez; родился 4 июня 2003, Баркисимето) — венесуэльский футболист, полузащитник клуба «Интер Майами» и сборной Венесуэлы.

## Клубная карьера
Воспитанник клуба «Депортиво Лара». 8 сентября 2019 года дебютировал в основном составе в матче венесуэльской Примеры против клуба «Карабобо». 9 марта 2021 года дебютировал в Кубке Либертадорес в матче против бразильского «Сантоса».

## Карьера в сборной
28 января 2022 года дебютировал за сборной Венесуэлы в матче против сборной Боливии.